# Benoît-Joseph Labre
Benoît-Joseph Labre   (Amettes, 25 de març de 1748 - Roma, 16 d'abril de 1783), conegut com a el vagabund de Déu, fou un pelegrí i eremita francès, exemple de vida virtuosa. És venerat com a sant per l'Església catòlica.

## Biografia
Nascut en una família nombrosa, el seu pare era un camperol humil que tenia una botiga de vetes i fils. Com que era despert, un oncle seu, rector, s'encarregà d'ensenyar-li les primeres lletres. Intentà d'ingressar en un monestir de trapencs, però no fou acceptat; provà en altres monestirs i arribà a passar un mes de prova en una cartoixa i vuit a l'abadia trapenca de Sept-Fons, però mai no el trobaren adequat per fer-hi vida monàstica i en fou expulsat.
El 1770, mentre era a Chieri, entengué que la seva vocació era esdevenir vagabund de Déu, i voltar pel món predicant l'Evangeli mitjançant el seu propi exemple de vida virtuosa i de pobresa extrema. Començà llavors a fer pelegrinatges als santuaris europeus més coneguts, i en catorze anys recorregué uns 30.000 kilòmetres i anà a llocs d'Alemanya, França, Espanya (Sant Jaume de Galícia) o Itàlia (on visità la Santa Casa de Loreto, Assís i Bari). Dormia als marges dels camins i vivia dels dons que li feien i de l'almoina, que repartia amb altres necessitats que trobava. El seu únic equipatge era un sac amb alguna peça de menjar i uns evangelis, el breviari, un exemplar de la Imitatio Christi, alguns llibrets de devoció i el crucifix que portava al coll.
El 3 de desembre de 1770 arribà a Roma per primer cop, i en 1777 s'hi instal·là de manera estable, vivint sota una de les arcades del Colosseu. En poc temps adquirí fama de persona santa, i tota mena de gent, inclosos cardenals i nobles, el visitaven per demanar-li consell espiritual. L'abat que dirigia l'hospici de pelegrins i pobres de l'església de San Martino ai Monti el convencé perquè hi anés a viure.
A Roma era conegut com el pelegrí de la Mare de Déu, el penitent del Colosseu, o el pobre de les Quaranta Hores, perquè sovint era a les esglésies on es feia la litúrgia de les Quaranta Hores. Les condicions en què vivia van fer que la seva salut s'afeblís i el Dimecres Sant de 1783, amb només 35 anys, va sentir-se malament mentre era pregant a Santa Maria ai Monti; fou portat a la rebotiga d'un carnisser de la Via dei Serpenti i, a la tarda, hi morí.

## Veneració
Als funerals assistí una gran multitud, que volgué veure'n les restes exposades a Santa Maria ai Monti; tanta era la gentada que a l'església no es pogueren fer els oficis de la Setmana Santa. Immediatament, els romans començaren a venerar-lo i a demanar-ne la intercessió, com si fos un sant. La fama de santedat es difongué per la resta d'Europa i el procés de beatificació s'incoà l'any següent: els mateixos pares del pelegrí foren cridats a ésser-ne testimonis.
Fou beatificat el 20 de maig de 1860 i canonitzat el 8 de desembre de 1881 per Lleó XIII.

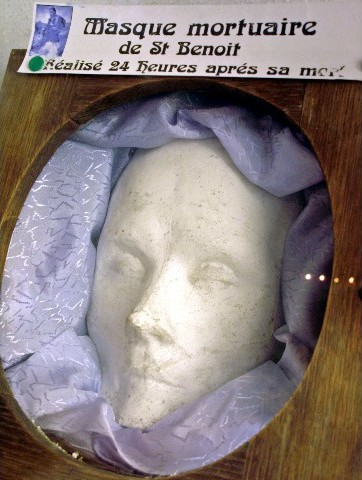
Màscara mortuòria de Labre (església d'Amettes)
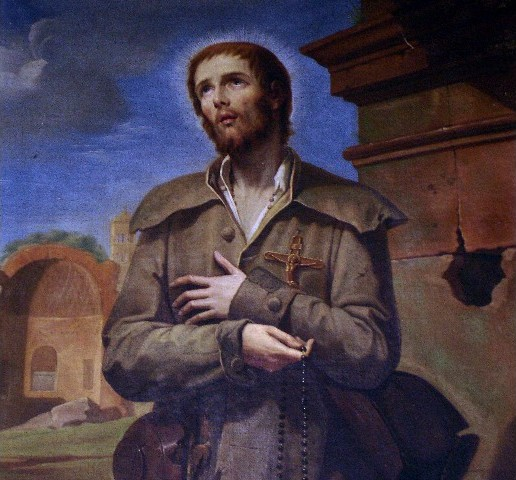
Pintura amb el sant al Colosseu (església d'Amettes)
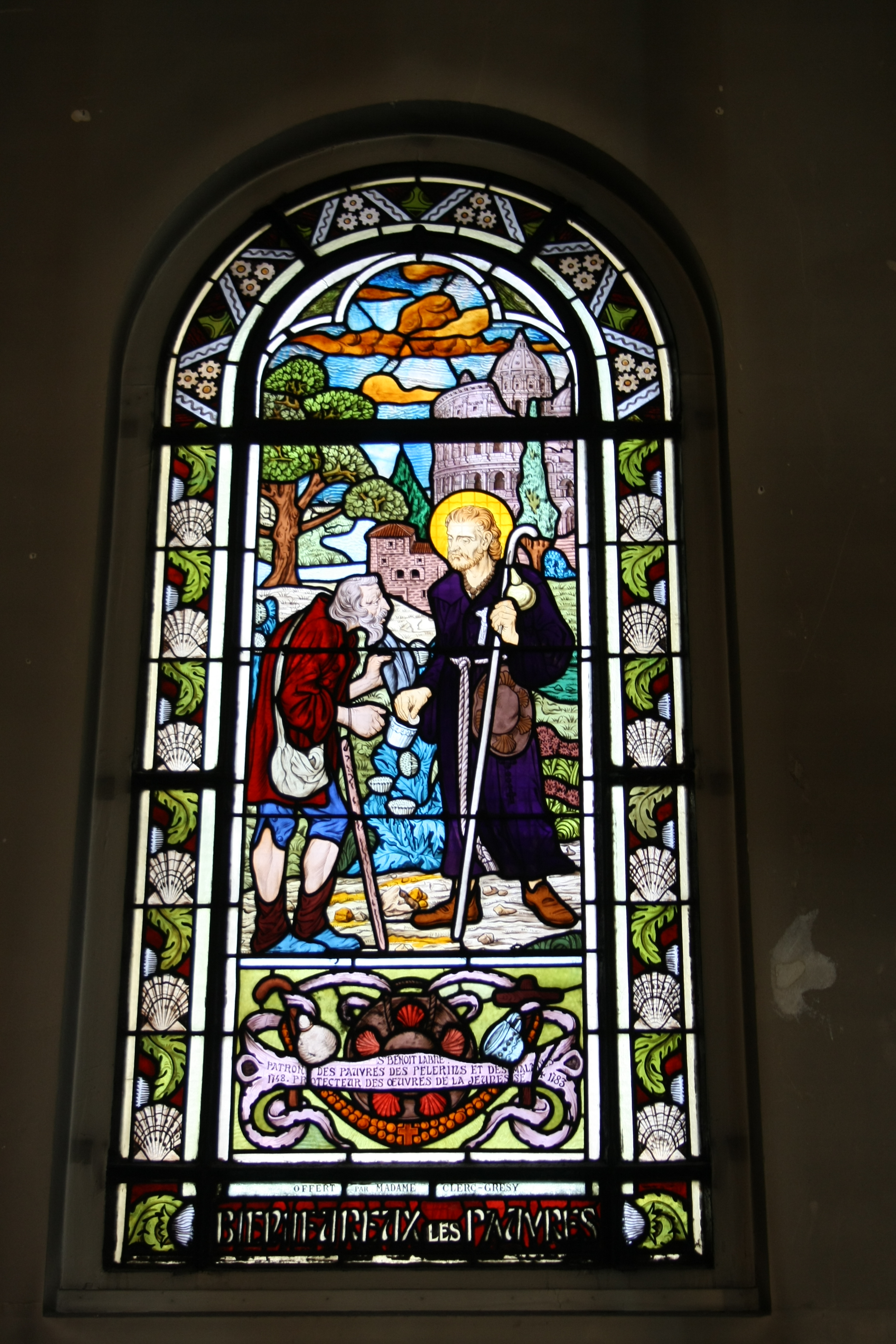
Vitrall amb el sant (París, Saint-Honoré d'Eylau)
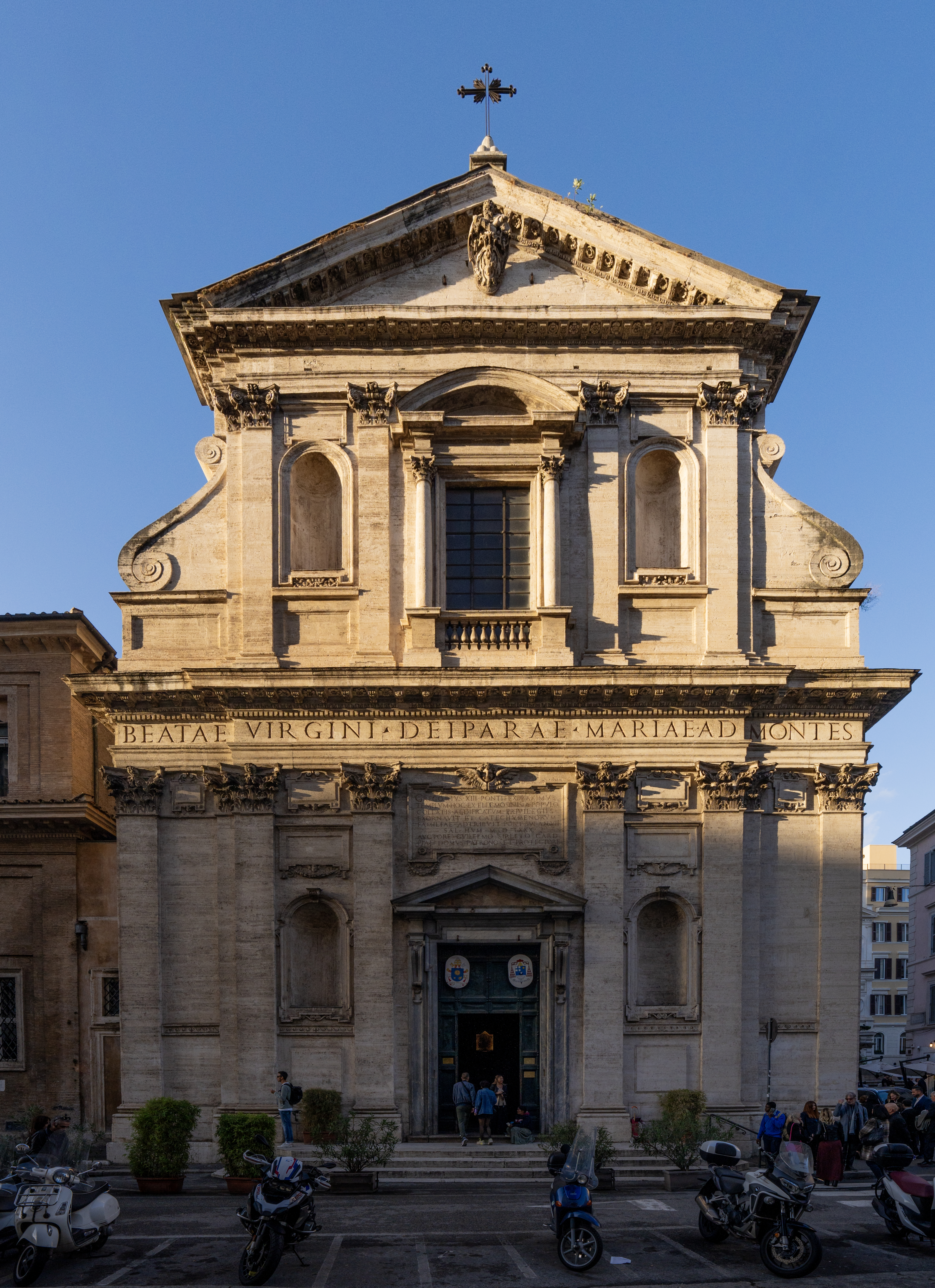
Santa Maria dei Monti, lloc d'enterrament del sant